# Hessentag 2008

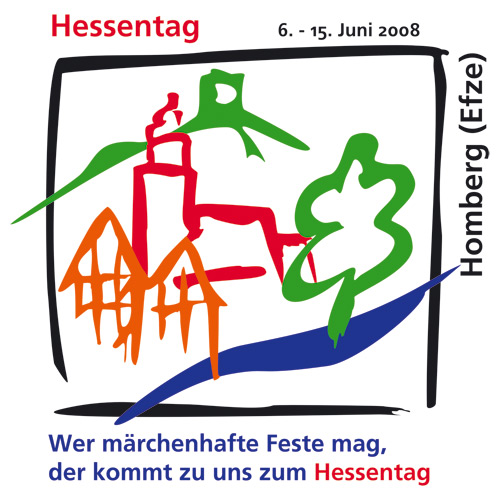
Logo und Slogan des Hessentages 2008

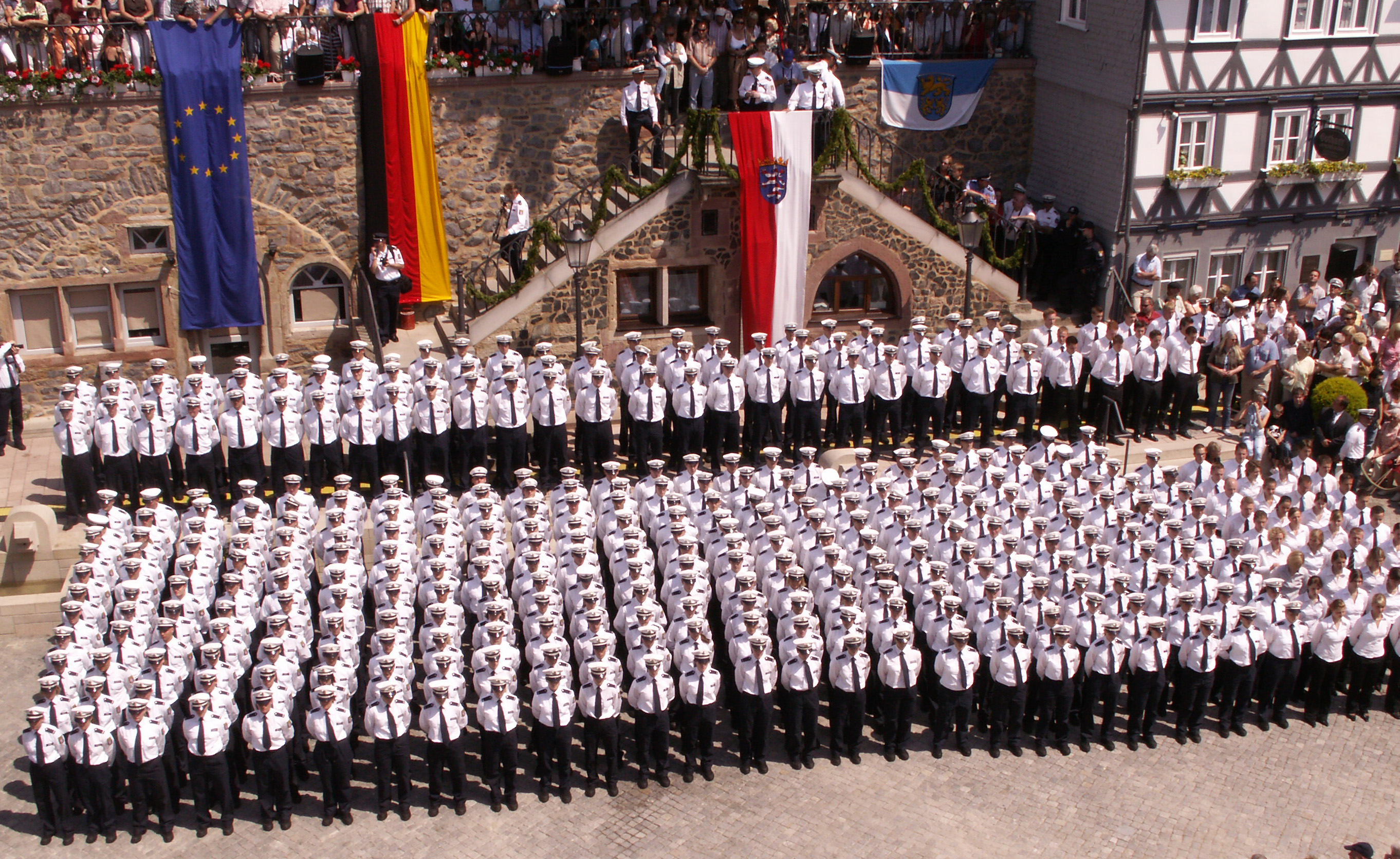
Vereidigung der Polizeikommissaranwärter beim Hessentag 2008

Der Hessentag 2008 war der 48. Hessentag und fand vom 6. bis 15. Juni 2008 in der Kreisstadt des Schwalm-Eder-Kreises Homberg (Efze) statt. Der Schwalm-Eder-Kreis war nach 1974 (Fritzlar), 1987 (Melsungen) und 1995 (Schwalmstadt) zum vierten Mal Schauplatz des Hessentages. Ministerpräsident Roland Koch (CDU) eröffnete den Hessentag gemeinsam mit seinem Parteifreund und Bürgermeister von Homberg, Martin Wagner. Das Hessentagspaar bestand aus dem Ehepaar Anja und Jörg Hassenpflug.

## Hintergrund
Seit  1960 finden in wechselnden Orten Hessens die von der Landesregierung initiierten und gemeinsam mit der jeweiligen Kommune durchgeführten Hessentage statt. Es handelt sich um überregional beachtete Großveranstaltungen, die mit Millionenbudgets ausgestattet sind und jeweils viele hunderttausend Besucher anziehen.
In Homberg wurden bei den über 900 Veranstaltungen laut der Hessischen Staatskanzlei insgesamt 810.000 Gäste gezählt.
Im Rahmen des Hessentages wurde durch die Bürgermeister von Homberg und  Fresnes (Val-de-Marne) eine Urkunde unterzeichnet, die die Städtepartnerschaft der beiden Städte besiegelte. Zu den vielen Stars, die in Homberg gastierten und für gute Stimmung sorgten, zählten Herbert Grönemeyer, Die Ärzte, Jan Delay und Roger Cicero.
Im Homberger Stadion spielten die deutschen U-15-Junioren gegen die polnischen U-15-Junioren. Das Spiel endete 1:1.
Der Hessentag endete mit einem fast zwei Kilometer langen Festzug.
Das Defizit der Veranstaltung, das die Stadt tragen musste, belief sich auf 3,4 Millionen Euro.